# Danièle Sallenave
Daniele Sallenave (ur. 28 października 1940) – francuska pisarka.

## Życiorys
W 1980 roku została uhonorowana nagrodą Prix Renaudot za powieść Les Portes de Gubbio. W dniu 7 kwietnia 2011 roku została członkinią Akademii Francuskiej.